# Егоров, Виталий Михайлович
Его́ров Вита́лий Миха́йлович (род. 20 декабря 1968, Корсунь-Шевченковский, Черкасская область, УССР, СССР) — российский и украинский актёр театра и кино, театральный педагог. Заслуженный артист Российской Федерации (2001).

## Биография
Виталий Михайлович Егоров родился 20 декабря 1968 года в городе Корсунь-Шевченковский в Черкасской области.
В детстве учился в музыкальной школе по классу баяна. На кукольное отделение театрального училища поступил в 15 лет в Днепропетровске. Работал в Одесском музыкально-драматическом театре. После службы в рядах Советской армии Виталий Егоров поступил в школу-студию МХАТ (курс Олега Табакова). В 1994 году окончил. Олег Табаков говорит о Егорове:

«Он с Черкасщины, с незалежной Украины. По своим внешним данным он похож на итальянского жиголо, и на еврейского мальчика Мотла, и на цыганёнка из табора. Его актёрский диапазон очень широк. Среди всех героев и „красок“ нашего подвала, Виталий — самая нежная краска. Он очень раним, он сомневается в успехе, которого явно добился. Меня радует его способность обрезать хвосты своих успехов. Он умеет начинать с чистого листа. На работу он набрасывается страстно. И потому я верю в него. К нему пришли роли. Большие. Я жду от него новых свершений».

В труппе Московского театра Олега Табакова служит с 1993 года.
В 1997 году Виталий Егоров получил театральную премию канала ТВ-6 «Чайка» в номинации «Прорыв» за роль Художника в спектакле Андрея Житинкина «Старый квартал» по пьесе Теннеси Уильямса.
Преподаёт мастерство актёра в Московской театральной школе Олега Табакова.
Актёр женат, воспитывает дочерей Анну и Марию.

## Признание и награды
- Орден «За заслуги в культуре и искусстве» (21 мая 2025 года) — за вклад в развитие отечественной культуры и искусства, многолетнюю плодотворную деятельность[3].
- Заслуженный артист Российской Федерации (7 мая 2001 года) — за заслуги в области искусства[1].
- Премия города Москвы в области литературы и искусства (2020) — за исполнение главных ролей в постановках «Женитьба», «Ревизор», «Русская война Пекторалиса»[4].

## Творчество

### Роли в театре

#### МХТ имени А. П. Чехова
- Антигона — Гемон

#### Международный Чеховский Фестиваль
- Три сестры — Кулыгин

#### Московский театр Олега Табакова
- «Бег» — Голубков
- «Воскресение. Супер» — Нехлюдов
- «Идиот» — Мышкин
- «На всякого мудреца довольно простоты» — Городулин
- «На дне» — Барон
- «Отцы и дети» — Николай Петрович Кирсанов
- «Под небом голубым» — Роберт
- «Страсти по Бумбарашу» — Лёвка
- «Сублимация любви» — Пьетро Дегани
- «Женитьба» — Подколёсин

Архивные спектакли:
- «Аркадия» — Валентайн Каверли
- «Билокси-Блюз» (ранняя редакция) — Джеймс Ханнесси
- «Звёздный час по местному времени» — 1-й кореш
- «Идеальный муж» — Роберт Чилтерн
- «Обыкновенная история» — Граф Новинский
- «Опасные связи» — Виконт де Вальмон
- «Песочный человек» -Натан
- «Последняя жертва» — Дульчин (ввод на гастролях)
- «Провинциальные анекдоты» — Потапов, Хомутов
- «Прощайте и рукоплещите!» (роль: Карло Гольдони
- «Псих» — Валерка
- «Скрипка и немножко нервно» — Старший
- «Смертельный номер» — Белый
- «Старый квартал» — Художник

### Радиопостановки
- «Однажды в истории». Письма. Документы. Свидетельства": Николай Эрдман и Ангелина Степанова (голос: Николай Эрдман)

### Фильмография
- 2002 — Антикиллер — эпизод
- 2002 — Страсти по Бумбарашу (телеспектакль) — Лёвка
- 2003 — Сыщики 2 (сериал) Серия «Жара» — Дмитрий Пиченегин
- 2004 — МУР есть МУР — Алька Спиридонов, журналист
- 2004 — Московская сага — Сандро Певзнер, художник
- 2005 — Эшелон — Ефим Нечипуренко
- 2005 — МУР есть МУР 3 — Алька Спиридонов, журналист
- 2005—2006 — Не родись красивой — дизайнер одежды Милко Вуканович
- 2006 — Многоточие — скульптор
- 2006 — Дом-фантом в приданое — Женя Чесноков, писатель
- 2006 — Возвращается муж из командировки — Герберт Вайс
- 2006 — Натурщица — Эдвард Мунк
- 2006 — Всё возможно — Александр Малевич, руководитель компании
- 2007 — Чужие тайны — Олег Ткачёв, журналист
- 2007 — Право на счастье — продюсер, администратор «Рынка»'
- 2007 — Держи меня крепче — Шурик, главный врач санатория
- 2008 — Как найти идеал — Павел, эпизод
- 2008 — Кружева — Ярослав, директор музея
- 2008 — Не отрекаются любя — Викторов, психолог
- 2008 — Шальной ангел — отец Крохи
- 2009 — Цыганки — Менахем, он же Мойша Гайгер, скрипач
- 2009 — Дыши со мной — Игорь, профессор математики
- 2010 — Ночная смена — режиссёр
- 2011 — Хозяйка моей судьбы (телесериал, 2011) — Сергей, муж Марины, отец Саши, звукорежиссёр
- 2012 — О нём — Алексей, монах, отец Муськи
- 2012 — Джамайка — Харетонов, дирижер
- 2012 — Дыши со мной 2 — Игорь, профессор математики
- 2012 — Только о любви — Станислав Михайлович Добров, столичный режиссёр
- 2014 — Господа-товарищи — Иван Карлович Штерн, доктор
- 2016 — Кухня — Алексей Смолин
- 2016 — Беглые родственники — Жан
- 2018 — Новый человек — Роман, владелец сети аптек
- 2019 — Всё могло быть иначе — Борис Летичевский, отец Антона, олигарх
- 2019 — Отчаянные — Андрей Дмитриевич Грачёв, хирург
- 2020 — Вместе навсегда — Введенский, частный детектив
- 2020 — Горюнов-2 — модельер
- 2023 — Раневская — Александр Таиров
- 2025 — В списках не значился — Свицкий